# Spar (schip, 1924)
De Spar was een Nederlands stoomvrachtschip van 3.616 ton. Ze werd in 1924 gebouwd door C. Van der Giessen uit Krimpen aan den IJssel. De eigenaar was NV. Hudig & Pieters Algemeene Scheepvaart Mij., Rotterdam.

## Geschiedenis
De Spar is onder gezag van kapitein De Wit in 1939 aangevaren door het Britse ss Francis Dawson, toen het in het Kanaal voor de zuidoostkust van Engeland in de mist voor anker lag. Het had een lading sojabonen aan boord, die van New York naar Nederland werd gebracht. Daarbij werd het roer van de Spar bijna afgescheurd. De Francis Dawson was er ernstiger aan toe, door de kracht van de botsing werd de scheepswand achter het kuildek van het dek tot de waterlijn opengereten. Ook de reddingboten aan stuurboordzijde sneuvelden.
Op 5 augustus 1942 werd de Spar in de Atlantische Oceaan getorpedeerd door de U-593 van Gerd Kelbling. Het schip voer mee met het konvooi SC-94. Haar reisroute was vanuit Kingston, Jamaica (25 juni) - Sydney, Canada, naar Londen. Het schip was geladen met een algemene lading van 4.900 ton, met inbegrip van  suiker, fruitpulp, timmerhout, tabak en auto's.
Om 18.48 uur op 5 augustus 1942, vuurde de U-593 drie torpedo's af naar drie schepen die in twee konvooikolommen voeren en na 30 seconden nam de U-boot een torpedotreffer waar op het Nederlandse vrachtschip Spar in ruimpost 12, en men veronderstelde nog een torpedotreffer op het schip in ruimpost 11 te horen, omdat zij nog een tweede ontploffing na 46 seconden hoorden. De aangevallen schepen kwamen uit konvooi SC-94 en van verscheidene kleinere konvooien waarvan de oorzaak was dat zij op 3 augustus, door de dichte mist, waren gescheiden. Deze schepen slaagden er niet in om de signalen voor een koersverandering waar te nemen, maar kregen later weer contact met konvooi SC-94 op 5 augustus.

### Haar einde
Eén torpedo boorde in de machinekamer en doodde drie van de vier mensen die daarboven aan dek op wacht stonden. Van de 36-koppige bemanning, stierven drie manschappen. De overlevenden verlieten het schip in twee reddingsboten en werden opgepikt door een van de begeleidende korvetten HMS Nasturtium (K 107) en HMCS Orillia (K 119). Het schip kapseisde en zonk in de kortst mogelijke tijd op positie 53°05' N. en 43°38' W.